# Poecilanthe parviflora
Poecilanthe parviflora (tên tiếng Anh: Lapachillo) là một loài loài thực vật họ Đậu (Fabaceae). Loài này có ở Argentina và Brasil.